# Battistini (métro de Rome)
Pour les articles homonymes, voir Battistini.
Battistini est une station terminus de la ligne A du métro de Rome.

## Situation sur le réseau
Établie en souterrain, la station Battistini est un terminus de la ligne A du métro de Rome, après la station Cornelia, en direction de Anagnina.

## Histoire
La station est ouverte au trafic le 1er janvier 2000 dans le cadre du dernier prolongement de la ligne A dont elle constitue depuis le terminus nord-ouest. Elle est appelée d'après le nom du baryton Mattia Battistini.